# Guillaume Heuguet
Guillaume Heuguet, né le 10 août 1988, est un écrivain, éditeur et universitaire français. Son travail concerne principalement les relations entre technologies et musiques populaires. 

## Biographie
Il est chercheur associé au GRIPIC de la Sorbonne, spécialisé dans les sciences de l'information et de la communication.
Depuis 2022, il enseigne l'art contemporain et les actualités de l'art à l'ESACM

## Parcours
Il a co-fondé, avec le musicien Mondkopf, le label de musiques électroniques In Paradisum,.
En 2012, il a co-fondé la revue Audimat, une revue de critique des musiques populaires,,.
En 2021, il fonde avec le soutien de l'équipe du festival Les Siestes Électroniques la maison Audimat éditions.

## Principales publications

### Ouvrages
- Penser les musiques populaires. Une anthologie, Philharmonie de Paris, 2022 (avec Gérôme Guibert)[8],[9],[10].
- Chill, Audimat Éditions, 2022[11].
- YouTube et les métamorphoses de la musique, INA, 2021[12],[13],[14],[15]
- Trap, Éditions Divergences, 2021[16].